# Parti Vision Montréal

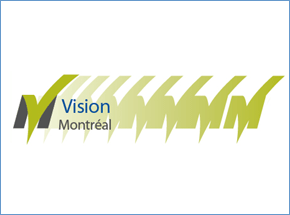
Logo del partido.

El Parti Vision Montréal es un partido político de Montreal cuyo líder es Louise Harel. Los écoquartiers (ecobarrios) se crearon bajo la administración de este último.